# Musikarchäologie
Musikarchäologie ist eine wissenschaftliche Disziplin, die Musikwissenschaft mit den Methoden der Archäologie verbindet, um Musik und andere akustische Phänomene früher und generell vergangener Kulturen im Hinblick auf die Erzeugung und Wahrnehmung von Klängen zu erforschen. Zu den untersuchten Fundobjekten gehören Klangerzeuger, ikonographische Repräsentationen von Musik und schriftliche Quellen.

## Definition
Die Musikarchäologie beschäftigt sich mit Zeugnissen der Musik und des Musiklebens in vor- und frühgeschichtlichen Kulturen. Für die Vorgeschichte werden, da oft keine andersartigen Nachweise vorhanden sind, lediglich Bodenurkunden, und in der Frühgeschichte hinzukommend schriftliche Hinterlassenschaften bezüglich der Musikpraxis jener Zeit untersucht. Typische Untersuchungsobjekte können Musikinstrumente sein, die meist jedoch nur in Fragmenten erhalten sind. Aber auch frühe Zeugnisse von Formen der Musiknotation werden durch die Musikarchäologie betrachtet. Hinzukommend werden beispielsweise Höhlenmalereien auf Darstellungen musikbezogener Praktiken untersucht.
Damit ist die Musikarchäologie formal eine archäologische Teildisziplin, die jedoch auch viele Bezüge zur Musikgeschichte und Musikethnologie hat.
Hinsichtlich beispielsweise gefundener Teile eines Musikinstrumentes wird der Versuch unternommen dieses zu rekonstruieren und zum Klingen zu bringen.
Konkrete Fragen in der Musikarchäologie können lauten:
- Wie wurde dieses Instrument hergestellt und gespielt?
- Bei welchen Anlässen wurde es möglicherweise gespielt (zum Beispiel bei rituellen Anlässen oder im Alltag)?
- Gibt es verwandte Instrumente bzw. Funde?
- In welchen kulturhistorischen Zusammenhang ist das Instrument einzuordnen?

## Geschichte
Seit den späten 1970er-Jahren tauchten vermehrt Fragen zu gefundenen Resten von Musikinstrumenten aus vor- und frühgeschichtlichen Epochen auf, die mit den bisherigen Forschungsmethoden nicht untersucht werden konnten. 1981 gründeten Ellen Hickmann und Cajsa S. Lund die Study Group on Music Archaeology, in der sich Archäologen, Altertumsforscher, Musikwissenschaftler und weitere Experten zusammenschlossen. Diese trafen sich regelmäßig zu Tagungen. 1983 wurde sie vom International Council for Traditional Music als Gruppe aufgenommen. 1998 benannte sie sich in International Study Group on Music Archaeology (ISGMA) um und gliederte sich dem Deutschen Archäologischen Institut in Berlin an. Die Leitung hatten seitdem Ellen Hickmann und Ricardo Eichmann.
Es gibt bisher keinen Lehrstuhl für Musikarchäologie an einer Universität und keine direkte akademische Ausbildung zum Musikarchäologen.

## Forschungsschwerpunkte

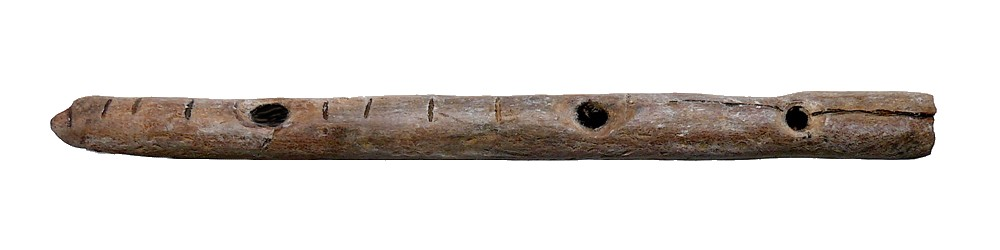
Replik der Schwanenknochenflöte aus dem Geißenklösterle, etwa 35.000 Jahre alt

Die Forschungen widmeten sich bisher vor allem den Instrumenten und der Musikpraxis in den frühen Hochkulturen Mesopotamiens, Altägyptens, der griechischen und römischen Antike, sowie den präkolumbianischen Kulturen Altamerikas. Spektakulär waren die bisher ältesten gefundenen Instrumente, Knochenflötenreste aus dem Mittel- bzw. Jungpaläolithikum vor etwa 45.000 bzw. 35.000 Jahren in der Höhle Divje babe I in Slowenien und im Geißenklösterle auf der Schwäbischen Alb.
Aus dem europäischen Mittelalter sind für die meisten Instrumente bisher nur sehr wenige Funde bekannt (zum Beispiel die Trossinger Leier aus dem 6. Jahrhundert,  Orgelteile um 1320; Tambourin 1589).
Ein weiterer Schwerpunkt ist die Erforschung der frühen vor-schriftlichen Musikgeschichte Nord-, Mittel- und Osteuropas.

## Musikarchäologen
- Arnd Adje Both
- Ricardo Eichmann
- Ellen Hickmann
- Cajsa Lund
- Annemies Tamboer

## Belege
1. ↑  Musik aus der Steinzeit – DW – 20.05.2019. Abgerufen am 25. Dezember 2023.
2. ↑  Ricardo Eichmann: Music Archaeology. In: Springer Handbook of Systematic Musicology (= Springer Handbooks). Springer, Berlin, Heidelberg 2018, ISBN 978-3-662-55004-5, doi:10.1007/978-3-662-55004-5_51.
3. ↑  Einführung in die Musikarchäologie Archäologie online, mit einigen Darstellungen der inhaltlichen Fragestellungen
4. ↑  ISGMA. Abgerufen am 31. August 2022.
5. ↑  Musikarchäologie. Schwirrplättchen, Knochenflöten Deutschlandfunk Kultur vom 5. August 2015.
6. ↑  Kaj van Vliet: Interview met Annemies Tamboer. In: Madoc. 1993. S. 85–88, hier S. 86 (deutsch); über die Seltenheiten von gefundenen mittelalterlichen Musikinstrumenten in Europa mit dem Beispiel Tambourin
7. ↑  Annemies Tamboer: Ausgegrabene Klänge. Archäologische Musikinstrumente aus allen Epochen. Ausstellungskatalog Oldenburg 1999, S. 38; über älteste Orgelteile in Europa in Greifswald, die um 1320/80 entsorgt worden waren.